# Western Commandos : La Revanche de Cooper
Western Commandos : La Revanche de Cooper (Desperados 2: Cooper's Revenge) est un jeu vidéo de tactique en temps réel développé par Spellbound Entertainment et édité par Atari Inc., sorti en 2006 sur Windows.
Il fait suite à Desperados: Wanted Dead or Alive et a pour suite Helldorado.

## Accueil
| Western Commandos |      |       |
| Média             | Pays | Notes |
| Gamekult          | FR   | 6/10  |
| GameSpot          | US   | 61 %  |
| Jeuxvideo.com     | FR   | 13/20 |